# Institut (Organisation)
Ein Institut (auch Institution) im Sinne einer Organisation kann eine kulturelle, künstlerische, wirtschaftliche oder wissenschaftliche Einrichtung der Lehre und Forschung sein.
Der Begriff wurde im 18. Jahrhundert aus lateinisch institutum ‚Einrichtung‘ entlehnt. Seine Verwendung wird von der deutschen Rechtsprechung nur in bestimmten Fällen, bei denen es sich um eine eigenständige Rechtspersönlichkeit handelt, eingeschränkt. Darüber hinaus ist der Begriff jedoch nicht gesetzlich geschützt.

## Lehr- und Forschungseinrichtungen
Institute sind häufig Teil einer Fakultät, einer Hochschule oder einer Akademie (In-Institute). An-Institute sind selbständige Einrichtungen mit eigener Rechtsfähigkeit, oft in Form einer Gesellschaft mit beschränkter Haftung oder eines eingetragenen Vereins, die einen Kooperationsvertrag mit einer Hochschule abgeschlossen haben.
Die Bezeichnung Institut für eine Lehr- und Forschungseinrichtung geht auf das 18. Jahrhundert zurück. Damals pflegten sich Privatschulen als Institut zu bezeichnen. In den Jahrzehnten um 1900 wurde oft der Begriff Seminar verwendet, beispielsweise „Philologisches Seminar“. Später wurden viele solcher Seminare in „Institut“ umbenannt. Insbesondere bei den Geisteswissenschaften ist die Bezeichnung „Seminar“ jedoch bis heute üblich (z. B. „Historisches Seminar“, „Germanistisches Seminar“).
Auch heute noch ist ein Institut oft eine mit eigener Verfassung (Konstitution) ausgestattete Anstalt, die wissenschaftlichen Arbeiten wie der Forschung oder der Lehre bzw. Erziehung dient. Aufgrund der Wissenschaftsfreiheit ist jedoch auch eine privatrechtliche Organisationsform erlaubt und sinnvoll, so sind sie oft als Stiftung oder Verein organisiert. Zum Beispiel sind Meinungsforschungsinstitute typischerweise forschende Organisationen und gleichzeitig gewinnorientiert wirtschaftende Unternehmen.
Auch die Technische Hochschule in Karlsruhe heißt seit dem Zusammenschluss mit dem Forschungszentrum Karlsruhe 2009 trotz ihres Status als Universität Karlsruher Institut für Technologie.

## Institute in Lobbyarbeit und Public Relations
Es ist für Lobbyarbeit und Public Relations hilfreich, die eigenen Positionen wissenschaftlich zu untermauern. Daher gibt es eine Reihe von privatrechtlichen Organisationen, die sich Institute nennen, die jedoch auch Teil der Öffentlichkeitsarbeit und Lobbying von Interessengruppen sind. Der Name „Institut“ allein bietet kein Unterscheidungsmerkmal zwischen wissenschaftlicher und wirtschaftlicher Betätigung.
Beispiele von Instituten, deren Arbeit auch Öffentlichkeitsarbeit für Interessengruppen ist:
- Deutsches Aktieninstitut e. V., gegründet als Arbeitskreis zur Förderung der Aktie mit dem selbstzugewiesenen Auftrag „als Verband der börsennotierten und im Umfeld der Börse tätigen Unternehmen und Institutionen der Förderung der Aktienakzeptanz in Deutschland verpflichtet“. Es ist ein eingetragener Verein mit eigenständiger Rechtspersönlichkeit.
- Institut für Städtebau, Wohnungswirtschaft und Bausparwesen e. V., in den Medien oft nur Städtebauinstitut. Das „Institut“ ist eng mit dem Verband der Privaten Bausparkassen verflochten. Es ist ein eingetragener Verein mit eigener Rechtspersönlichkeit.
- Grimme-Institut ist eine gemeinnützige Forschungs- und Dienstleistungseinrichtung, die sich mit Medien und Kommunikation beschäftigt.
- Institut für Sporternährung e. V. ist ein Verein, dessen öffentlich wahrnehmbare Tätigkeit sich darauf beschränkt, mit wissenschaftlichem Anstrich Nahrungsmittel, beispielsweise Milch-Schnitten oder Bier,[3] sowie Küchengeräte[4] bestimmter Hersteller als gesund zu empfehlen.
- Institut zur Erforschung und Beseitigung des jüdischen Einflusses auf das deutsche kirchliche Leben war eine Einrichtung der den Nationalsozialisten zugewandten Deutschen Christen.
- Deutsches Archäologisches Institut ist eine dem Auswärtigen Amt unterstellte Bundesanstalt, die weltweit archäologische Projekte betreut.

In den Fällen, in denen eine eigene Rechtspersönlichkeit besteht (wie beispielsweise bei einer GmbH oder einem eingetragenen Verein), wird von öffentlichen Stellen die Zulässigkeit der Namensführung geprüft. Dieser Test entfällt beim Fehlen einer Rechtspersönlichkeit.

## Irreführung durch „Institut“ im Namen
Die deutsche Rechtsprechung hat es regelmäßig verboten, dass Organisationen mit eigenständiger Rechtspersönlichkeit die Bezeichnung „Institut“ führen, wenn durch die weitere Gestaltung des Namens fälschlicherweise ein Eindruck von Wissenschaftlichkeit oder öffentlicher Trägerschaft erweckt wird. Eine Irreführung kann dadurch ausgeschlossen werden, dass weitere Namenszusätze oder die sonstige Eigenwerbung falsche Annahmen richtigstellen (zum Beispiel Impressum). Abgesehen von Fällen einer eigenständigen Rechtspersönlichkeit hat die Rechtsprechung jedoch keine Handhabe, da der weitere Sprachgebrauch mit Rücksicht auf die Rede- und Meinungsfreiheit weitgehend ungeregelt bleibt. Soll im Vereinsnamen die Bezeichnung „Institut“ geführt werden, kommt es für die Zulässigkeit auf den Vereinszweck und auf die beabsichtigte Tätigkeit sowie auf die Qualifikation des Vereinspersonals an.
Die Verwendung des Wortes „Institut“ im Namen von Vereinen ist obergerichtlich entschieden. Zu der Frage, ob Vereine diesen Namenszusatz führen dürfen, haben das Oberlandesgericht Celle und das Bayerische Oberste Landesgericht Stellung bezogen. Das BayObLG hielt den Namen „Institut für Steuerwissenschaftliche Information“ bei einem Verein mit Sitz in einer Universitätsstadt zur Täuschung geeignet. Das OLG Celle hielt den Namen „Schiller-Institut für republikanische Außenpolitik“ nicht für irreführend. Letzteres hielt die Untersuchung der Möglichkeit der Irreführung nur für notwendig, falls dem Namen eine Tätigkeitsangabe hinzugefügt wird, die normalerweise der Gegenstand wissenschaftlicher Forschung ist. Aus dem Namen und der Tätigkeit muss unzweifelhaft hervorgehen, dass es keine wissenschaftliche Tätigkeit zum Gegenstand hat, oder es muss bezüglich Seriosität und Wissenschaftlichkeit einem Universitätsinstitut gleichstehen.
Das Oberlandesgericht Frankfurt hat entschieden, dass der Gebrauch des Institutsbegriffs für einen Zusammenschluss von Fachärzten ebenfalls irreführend ist.

## Gewerbliche Institute
Auch viele nichtwissenschaftliche, privatwirtschaftliche Unternehmen führen die Bezeichnung Institut. Vorwiegend handelt es sich um Dienstleistungsanbieter, deren Kunden besonderen Wert auf Seriosität legen. So sind zum Beispiel Bezeichnungen wie Bestattungsinstitut (statt Bestattungsunternehmen), Eheanbahnungsinstitut (statt Heiratsvermittlung) und Massageinstitut (statt Massagepraxis oder „Massagesalon“) üblich. Zum Teil sagt die Bezeichnung nichts über Form, Art und Qualität des Unternehmens aus. Sie dient allein Marketingzwecken.
Die Begriffe Kreditinstitut bzw. Finanzdienstleistungsinstitut sind dagegen gesetzlich definiert (§ 1 Abs. 1 und 1a KWG) und haben entsprechende – u. a. aufsichtsrechtliche – Folgen. Wenn das Wort Bank durch den Begriff Kreditinstitut ersetzt wird, so ist dies korrekt: Alle Banken sind Kreditinstitute.